# メジロマイヤー
メジロマイヤー（欧字名:Mejiro Meyer、1999年3月18日 - 2022年7月4日）は、日本の競走馬。主な勝ち鞍に2002年のきさらぎ賞、2006年の小倉大賞典。
馬名の由来は、冠名＋アルペンスキー選手のヘルマン・マイヤーから。

## 戦績
2001年9月15日、デビュー戦となった阪神競馬場の新馬戦では飯田祐史が騎乗し4番人気で2着だった。その後デビュー4戦目の未勝利戦で初勝利を挙げた。
2002年、500万下クラスの白梅賞を3番人気で勝利し、初の重賞挑戦となったきさらぎ賞では6番人気ながらアグネスソニック、メガスターダムらを相手に勝利し、重賞初挑戦で重賞初制覇を成し遂げた。そして初のGI挑戦となった皐月賞では中舘英二が騎乗し9番人気で最下位の18着と大敗してしまう。その後も大敗が続き、4歳夏に1600万下クラスに降級後も、降級初戦の市川ステークスでは10着、年明けて新春ステークスも16着と大敗してしまうが、その後は1600万下クラスのレースを3着、2着、2着と好走し、鞍上に武豊を迎えた道頓堀ステークスで約2年振りの勝利を挙げた。そして次走のオーストラリアトロフィーでも勝利。奇しくもレース前日の4月23日に馬主だった北野ミヤが亡くなっており、武豊が「お世話になった北野おばあちゃんのために、どうしても勝ちたかった」と語る弔いの勝利となった。2連勝で約2年振りのGI挑戦となった次走の安田記念では武幸四郎が騎乗し、大逃げの走りを見せるも12番人気で最下位の18着と大敗。その後長期休養となる。復帰戦となった中日新聞杯は13番人気で14着、ここでまた長期級に入り、暮れのファイナルステークスも9番人気で14着と大敗してしまう。
2006年、初めて川田将雅が騎乗し臨んだ小倉大賞典では11人気と低評価ながら見事に逃げ切り、当時としてはJRAにおける重賞最長間隔勝利記録となる約4年ぶりの重賞制覇を達成。佐賀県出身の川田将雅騎手にとっては故郷の九州で嬉しいJRA重賞初勝利となった。しかしその後の3走は大敗が続き、2007年に入ってもこれは変わらず、11月23日に行われた京阪杯に出走して18番人気で17着という結果に終わり、これが最後のレースとなった。
2008年5月8日付けでJRA競走馬登録を抹消され引退した。

## 引退後
2008年より引退名馬繋養展示事業の助成を受けて福島県南相馬市の仲山トレーニングセンターで余生を送った。
2011年3月11日に発生した東日本大震災の影響で北海道日高町に10か月ほど避難したが、のち福島県に戻っている。
2022年7月4日、23歳で死亡。死因は明かされていないが、仲山トレセン代表の佐藤徳によると「今年に入り1度体調を崩した。一昨日からカイバを食べなくなり、それにこの暑さ。（中略）日中にバタンと倒れてそのまま」と語っている。

## 競走成績
以下の内容は、netkeiba.comおよびJBISサーチに基づく。
| 競走日     | 競馬場 | 競走名            | 格       | 距離（馬場）  | 頭 数 | 枠 番 | 馬 番 | オッズ （人気） | 着順 | タイム （上り3F） | 着差 | 騎手        | 斤量 [kg] | 1着馬（2着馬）         | 馬体重 [kg] |
| ---------- | ------ | ----------------- | -------- | ------------- | ----- | ----- | ----- | --------------- | ---- | ----------------- | ---- | ----------- | --------- | ---------------------- | ----------- |
| 2001.09.15 | 阪神   | 2歳新馬           |          | ダ1400m（良） | 8     | 4     | 4     | 012.10（4人）   | 02着 | R1:27.3（38.4）   | -0.0 | 0飯田祐史   | 53        | マイネルアンブル       | 470         |
| 0000.09.29 | 阪神   | 2歳新馬           |          | 芝1600m（良） | 13    | 1     | 1     | 003.30（1人）   | 02着 | R1:36.6（35.0）   | -0.2 | 0飯田祐史   | 53        | サーチェルルージュ     | 472         |
| 0000.12.01 | 阪神   | 2歳未勝利         |          | ダ1200m（良） | 10    | 8     | 10    | 001.20（1人）   | 02着 | R1:14.2（37.3）   | -0.3 | 0飯田祐史   | 54        | トップジャンボ         | 482         |
| 0000.12.15 | 阪神   | 2歳未勝利         |          | 芝1600m（良） | 16    | 6     | 12    | 001.30（1人）   | 01着 | R1:36.7（37.0）   | -0.7 | 0飯田祐史   | 54        | （グレートワーク）     | 478         |
| 2002.01.20 | 京都   | 白梅賞            | 500万下  | 芝1600m（良） | 10    | 7     | 8     | 008.20（3人）   | 01着 | R1:35.1（34.9）   | -0.1 | 0飯田祐史   | 55        | （マチカネメニモミヨ） | 476         |
| 0000.02.10 | 京都   | きさらぎ賞        | GIII     | 芝1800m（良） | 11    | 1     | 1     | 009.50（6人）   | 01着 | R1:47.6（35.4）   | -0.0 | 0飯田祐史   | 55        | （アグネスソニック）   | 472         |
| 0000.04.14 | 中山   | 皐月賞            | GI       | 芝2000m（良） | 18    | 3     | 1     | 035.30（9人）   | 18着 | R2:01.7（39.0）   | -3.2 | 0中舘英二   | 57        | ノーリーズン           | 466         |
| 0000.05.04 | 東京   | NHKマイルC        | GI       | 芝1600m（良） | 18    | 8     | 18    | 034.50（9人）   | 12着 | R1:34.8（37.2）   | -1.7 | 0田中勝春   | 57        | テレグノシス           | 466         |
| 0000.06.09 | 中京   | ファルコンS       | GIII     | 芝1200m（良） | 18    | 1     | 1     | 009.70（5人）   | 16着 | R1:11.0（37.1）   | -2.1 | 0飯田祐史   | 57        | サニングデール         | 470         |
| 2003.03.02 | 阪神   | 阪急杯            | GIII     | 芝1200m（稍） | 15    | 2     | 3     | 141.0（13人）   | 05着 | R1:09.2（34.6）   | -0.7 | 0飯田祐史   | 57        | ショウナンカンプ       | 492         |
| 0000.03.23 | 中山   | 東風S             | OP       | 芝1600m（良） | 11    | 4     | 4     | 008.80（3人）   | 03着 | R1:33.3（34.8）   | -0.6 | 0飯田祐史   | 56        | ミッドタウン           | 484         |
| 0000.04.06 | 中山   | ダービー卿CT      | GIII     | 芝1600m（重） | 14    | 8     | 13    | 009.60（6人）   | 11着 | R1:34.7（36.7）   | -0.8 | 0幸英明     | 55        | ダンツジャッジ         | 482         |
| 0000.05.11 | 京都   | 都大路S           | OP       | 芝1600m（重） | 13    | 5     | 7     | 010.90（6人）   | 06着 | R1:36.8（37.9）   | -1.0 | 0飯田祐史   | 56        | トレジャー             | 482         |
| 0000.06.08 | 中京   | 愛知杯            | GIII     | 芝2000m（良） | 9     | 5     | 5     | 014.40（7人）   | 03着 | R2:00.0（36.2）   | -0.3 | 0飯田祐史   | 55        | カゼニフカレテ         | 482         |
| 0000.06.29 | 福島   | 福島テレビOP      | OP       | 芝1800m（良） | 11    | 6     | 7     | 006.50（3人）   | 03着 | R1:48.4（37.1）   | -0.7 | 0江田照男   | 56        | ハレルヤサンデー       | 472         |
| 0000.07.20 | 小倉   | 北九州記念        | GIII     | 芝1800m（不） | 10    | 6     | 6     | 007.50（2人）   | 04着 | R1:50.6（37.4）   | -0.8 | 0福永祐一   | 56        | ミレニアムバイオ       | 476         |
| 0000.12.14 | 中山   | 市川S             | 1600万下 | 芝1600m（良） | 16    | 7     | 13    | 013.50（4人）   | 10着 | R1:35.6（36.3）   | -0.9 | 0田中剛     | 57        | メジロバーバラ         | 472         |
| 2004.01.11 | 京都   | 新春S             | 1600万下 | 芝1400m（良） | 16    | 2     | 4     | 015.30（8人）   | 16着 | R1:23.3（36.3）   | -1.5 | 0飯田祐史   | 58        | ゴールデンキャスト     | 490         |
| 0000.01.24 | 京都   | 石清水S           | 1600万下 | 芝1600m（良） | 13    | 4     | 4     | 012.30（5人）   | 03着 | R1:35.4（34.5）   | -0.2 | 0小池隆生   | 57        | ニューベリー           | 490         |
| 0000.02.07 | 京都   | 斑鳩S             | 1600万下 | 芝1400m（良） | 14    | 3     | 3     | 011.10（5人）   | 02着 | R1:21.8（35.0）   | -0.1 | 0小池隆生   | 57        | エイシンシャイアン     | 486         |
| 0000.03.06 | 阪神   | 武庫川S           | 1600万下 | 芝1600m（良） | 14    | 6     | 9     | 004.50（1人）   | 02着 | R1:34.1（35.3）   | -0.2 | 0飯田祐史   | 57        | エーティーダイオー     | 488         |
| 0000.04.03 | 阪神   | 道頓堀S           | 1600万下 | 芝1600m（良） | 15    | 6     | 10    | 001.50（1人）   | 01着 | R1:33.2（35.3）   | -0.3 | 0武豊       | 57        | （ナイトフライヤー）   | 490         |
| 0000.04.24 | 京都   | オーストラリアT   | OP       | 芝1800m（良） | 14    | 7     | 11    | 002.20（1人）   | 01着 | R1:45.0（34.9）   | -0.0 | 0武豊       | 56        | （マイネルアムンゼン） | 486         |
| 0000.06.06 | 東京   | 安田記念          | GI       | 芝1600m（稍） | 18    | 7     | 13    | 042.1（12人）   | 18着 | R1:35.3（37.8）   | -2.7 | 0武幸四郎   | 58        | ツルマルボーイ         | 478         |
| 2005.12.10 | 中京   | 中日新聞杯        | GIII     | 芝1800m（良） | 16    | 2     | 3     | 044.6（13人）   | 14着 | R1:48.5（37.9）   | -2.1 | 0飯田祐史   | 56        | グランリーオ           | 496         |
| 0000.12.25 | 阪神   | ファイナルS       | OP       | 芝1600m（良） | 15    | 4     | 7     | 022.30（9人）   | 14着 | R1:37.5（36.0）   | -1.7 | 0幸英明     | 56        | ニューベリー           | 494         |
| 2006.02.04 | 小倉   | 小倉大賞典        | GIII     | 芝1800m（良） | 16    | 2     | 4     | 042.7（11人）   | 01着 | R1:47.2（35.2）   | -0.1 | 0川田将雅   | 54        | （エイシンドーバー）   | 488         |
| 0000.09.09 | 中京   | 朝日チャレンジC   | GIII     | 芝2000m（良） | 12    | 5     | 5     | 025.10（6人）   | 12着 | R1:58.9（36.1）   | -1.5 | 0秋山真一郎 | 57        | トリリオンカット       | 486         |
| 0000.10.01 | 中京   | ポートアイランドS | OP       | 芝1800m（稍） | 11    | 4     | 4     | 040.60（9人）   | 11着 | R1:50.8（39.1）   | -3.5 | 0熊沢重文   | 57        | コンゴウリキシオー     | 486         |
| 0000.10.21 | 東京   | 富士S             | GIII     | 芝1600m（良） | 18    | 2     | 3     | 154.9（17人）   | 18着 | R1:36.6（37.9）   | -3.8 | 0田中勝春   | 57        | キネティクス           | 476         |
| 2007.11.03 | 京都   | カシオペアS       | OP       | 芝1800m（良） | 17    | 3     | 5     | 214.5（16人）   | 17着 | R1:47.7（36.7）   | -2.4 | 0川島信二   | 57        | サクラメガワンダー     | 494         |
| 0000.11.23 | 京都   | 京阪杯            | GIII     | 芝1200m（良） | 18    | 6     | 12    | 459.4（18人）   | 17着 | R1:09.3（34.3）   | -1.4 | 0幸英明     | 56        | サンアディユ           | 494         |

## 血統表
| メジロマイヤーの血統            | メジロマイヤーの血統                                                               | メジロマイヤーの血統                                                               | （血統表の出典）                                                                   | （血統表の出典）  |
| 父系                            | テスコボーイ系                                                                     | テスコボーイ系                                                                     | テスコボーイ系                                                                     | [ § 2 ]           |
| 父 サクラバクシンオー 1989 鹿毛 | 父の父サクラユタカオー 1982 栗毛                                                   | *テスコボーイ Tesco Boy                                                            | Princely Gift                                                                      | Princely Gift     |
| 父 サクラバクシンオー 1989 鹿毛 | 父の父サクラユタカオー 1982 栗毛                                                   | *テスコボーイ Tesco Boy                                                            | Suncourt                                                                           |                   |
| 父 サクラバクシンオー 1989 鹿毛 | 父の父サクラユタカオー 1982 栗毛                                                   | アンジェリカ                                                                       | *ネヴァービート                                                                    | *ネヴァービート   |
| 父 サクラバクシンオー 1989 鹿毛 | 父の父サクラユタカオー 1982 栗毛                                                   | アンジェリカ                                                                       | スターハイネス                                                                     |                   |
| 父 サクラバクシンオー 1989 鹿毛 | 父の母サクラハゴロモ 1984 鹿毛                                                     | *ノーザンテースト Northern Taste                                                   | Northern Dancer                                                                    | Northern Dancer   |
| 父 サクラバクシンオー 1989 鹿毛 | 父の母サクラハゴロモ 1984 鹿毛                                                     | *ノーザンテースト Northern Taste                                                   | Lady Victoria                                                                      |                   |
| 父 サクラバクシンオー 1989 鹿毛 | 父の母サクラハゴロモ 1984 鹿毛                                                     | *クリアアンバー Clear Amber                                                        | Ambiopoise                                                                         | Ambiopoise        |
| 父 サクラバクシンオー 1989 鹿毛 | 父の母サクラハゴロモ 1984 鹿毛                                                     | *クリアアンバー Clear Amber                                                        | One Clear Call                                                                     |                   |
| 母 メジロエルナス 1992 栗毛     | 母の父サッカーボーイ 1985 栃栗毛                                                   | *ディクタス Dictus                                                                 | Sanctus                                                                            | Sanctus           |
| 母 メジロエルナス 1992 栗毛     | 母の父サッカーボーイ 1985 栃栗毛                                                   | *ディクタス Dictus                                                                 | Doronic                                                                            |                   |
| 母 メジロエルナス 1992 栗毛     | 母の父サッカーボーイ 1985 栃栗毛                                                   | ダイナサッシュ                                                                     | *ノーザンテースト                                                                  | *ノーザンテースト |
| 母 メジロエルナス 1992 栗毛     | 母の父サッカーボーイ 1985 栃栗毛                                                   | ダイナサッシュ                                                                     | *ロイヤルサッシュ                                                                  |                   |
| 母 メジロエルナス 1992 栗毛     | 母の母クーリッジ 1983 鹿毛                                                         | ヤマニンスキー                                                                     | Nijinsky II                                                                        | Nijinsky II       |
| 母 メジロエルナス 1992 栗毛     | 母の母クーリッジ 1983 鹿毛                                                         | ヤマニンスキー                                                                     | *アンメンショナブル                                                                |                   |
| 母 メジロエルナス 1992 栗毛     | 母の母クーリッジ 1983 鹿毛                                                         | ケイファバー                                                                       | *ファバージ                                                                        | *ファバージ       |
| 母 メジロエルナス 1992 栗毛     | 母の母クーリッジ 1983 鹿毛                                                         | ケイファバー                                                                       | テシオ F-No.3-l                                                                    |                   |
| 母系(F-No.)                     | フロリースカツプ系(FN:3-l)                                                         | フロリースカツプ系(FN:3-l)                                                         | フロリースカツプ系(FN:3-l)                                                         | [ § 3 ]           |
| 5代内の近親交配                 | ノーザンテースト3×4=18.75%・Northern Dancer4×5×5=12.50%・Princely Gift4×5×5=12.50% | ノーザンテースト3×4=18.75%・Northern Dancer4×5×5=12.50%・Princely Gift4×5×5=12.50% | ノーザンテースト3×4=18.75%・Northern Dancer4×5×5=12.50%・Princely Gift4×5×5=12.50% | [ § 4 ]           |
| 出典                            | 1. 2. 3. 4.                                                                        | 1. 2. 3. 4.                                                                        | 1. 2. 3. 4.                                                                        | 1. 2. 3. 4.       |

- 近親のメイショウサムソンは皐月賞、日本ダービーなどGI4勝馬。
- 5代母ガーネツトは1959年の天皇賞・有馬記念の勝馬で牝系を遡ると、小岩井農場の基礎輸入牝馬の1頭であるフロリースカツプにたどり着く。